# Por mil
Na matemática, a expressão de um número por mil ou permilagem é uma maneira de o expressar como uma fração de 1 000, ou como a décima parte de 1%. Se escreve com o símbolo ‰ (Unicode U+2030), símbolo similar ao da porcentagem (%) com um 0 ao final.
No Windows pode-se gerar com a combinação de teclas Alt+0137 no teclado numérico. No Mac OS com Shift+Alt+R. No HTML se obtém com "&permil;" ou com '&#8240;'.
Um por mil se define como:
1‰ = 10−3 = 1⁄1000 = 0,001 = 0,1%
1% = 10‰
1‰ = 0,001 = um milésimo em numeração ordinal

## Exemplos
Exemplos donde o uso de números expressados por mil é comum:
- Taxas de natalidade e de mortalidade. Se no ano x a taxa de natalidade foi de 12‰, significa que de 1 de janeiro do ano x a 1 de janeiro do ano x+1 por cada mil habitantes nasceram 12 filhos.
- Salinidade marinha. Por exemplo, "a salinidade média é de 35‰".
- Controle de alcoolemia
- Raio das curvas de traçados de carretas e vias férreas.